# Одного прекрасного дня (фільм, 1976)
«Одного чудового дня» — радянський художній фільм з двох новел 1976 року, знятий режисерами Юлієм Гусманом і Рустамом Ібрагімбековим на кіностудії «Азербайджанфільм».

## Сюжет

### «Одного чудового дня»
Одного ранку вранці перспективний науковий співробітник, який претендує на керівництво групою, побачив зі свого балкона космічний корабель. Про це він і розповів, трохи хвилюючись, тещі, сусідам, знайомим, шефові й, нарешті, психіатру.

### «Сюїта»
Герой новели – рятувальник на пляжі. Події, що відбуваються на морі, його не розважають і не спантеличують. Під музику Бізе він мріє про свою Кармен, про свої подвиги, доблесть і сильне кохання.

## У ролях
- Габіль Алієв — музикант
- Володимир Воробйов — рятувальник
- Лариса Халафова — метеоролог
- Таїр Асадуллаєв — плавець
- Семен Фарада — Васіф Сулейманович
- Інара Гулієва — Санубар, дружина
- Сергій Юрський — директор НДІ
- Юсіф Велієв — тесть Васіфа
- Лейла Бадірбейлі — теща Васіфа

- Фазіль Салаєв — роль другого плану
- Мухтар Манієв — роль другого плану
- Чингіз Алекперзаде — роль другого плану
- Мірза Бабаєв — роль другого плану
- Б. Кадимов — роль другого плану
- Джахангір Мамедов — роль другого плану
- Ельдар Алієв — роль другого плану
- Сусанна Меджидова — роль другого плану
- Семен Карагедов — роль другого плану
- Н. Курська — роль другого плану

## Знімальна група
- Режисери — Юлій Гусман, Рустам Ібрагімбеков
- Сценаристи — Реваз Габріадзе, Рустам Ібрагімбеков, Максуд Ібрагімбеков
- Оператори — Валерій Керімов, Едуард Галакчієв, Фікрет Аскеров
- Художники — Фікрет Багіров, Олександр Захаров